# Larentia danae
Larentia danae är en fjärilsart som beskrevs av Druce 1893. Larentia danae ingår i släktet Larentia och familjen mätare. Inga underarter finns listade i Catalogue of Life.